# 林一郎 (工学者)
林 一郎（はやし いちろう、1905年1月25日 - 1996年3月8日）は、日本の工学者、逓信官僚。北海道工業大学元学長。富山県高岡市出身。

## 略歴
- 1905年（明治38年） 富山県高岡市生まれ
- 旧制小樽中学校（現北海道小樽潮陵高等学校）を経て、1922年（大正11年）北海道帝国大学予科へ入学
- 1928年（昭和3年） 北海道帝国大学工学部電気科卒業
- 1928年（昭和3年） 逓信省工務局入局
- 1945年（昭和20年） 逓信省電気通信復興局長
- 1949年（昭和24年） 電気通信省施設局長
- 1954年（昭和29年） 大明電話工業株式会社（現大明株式会社）会長
- 1966年（昭和41年） 工学博士
- 1970年（昭和45年） 北海道工業大学工学部教授に就任
- 1977年（昭和52年） 北海道工業大学第3代学長に就任
- 1981年（昭和56年） 北海道工業大学を退任
- 1996年（平成8年） 急性呼吸不全のため死去[1]

## 著書
- 電話復興回想録
- 日本の私立大学問題
- 花の誘い（1961年）
- 電気通信工事業界（1964年:大明電話工業）
- オンラインシステム概要（1972年:電気通信協会）